# Nelson Gidding
Nelson Gidding est un scénariste américain, né le 15 septembre 1919 à Manhattan et mort le 2 mai 2004 à Santa Monica en Californie.
Durant sa carrière, Gidding travaille pour la radio, la télévision et le cinéma. Il est surtout connu pour avoir cosigné avec Don Mankiewicz le scénario du film Je veux vivre ! de Robert Wise. Les deux scénaristes sont nommés pour l'Oscar de la meilleure adaptation cinématographique en 1958.

## Biographie

### Jeunesse
Nelson Gidding naît dans l'arrondissement new-yorkais de Manhattan. Il est scolarisé à la Phillips Exeter Academy. Il étudie l'histoire et la littérature à l'université Harvard, dont il sort diplômé en 1941. Durant la Seconde Guerre mondiale, il est navigateur dans un équipage de bombardier. Son B-26 Marauder est abattu et il passe dix-huit mois dans un camp de prisonniers, rédigeant clandestinement un roman sur sa détention. Il est publié après la guerre sous le titre End Over End.

### Carrière

#### Radio et télévision
Nelson Gidding travaille en tant que scénariste sur des séries radiophoniques, dont Challenge of the Yukon. Au cours des années 1950, il signe des épisodes de la série télévisée qui en est tirée. Il travaille également sur des séries télévisées comme Suspense et Douglas Fairbanks, Jr., Presents (en).

#### Cinéma
Nelson Gidding fait partie des scénaristes de Pour elle un seul homme (The Helen Morgan Story). Le film, réalisé par Michael Curtiz et sorti en 1957, est inspiré de la vie de la chanteuse et actrice Helen Morgan. Il écrit également le scénario de la comédie dramatique Onionhead de Norman Taurog, sortie l'année suivante. Avec Don Mankiewicz, il signe le scénario de Je veux vivre ! (I Want to Live!) de Robert Wise. Ils sont nommés pour l'Oscar de la meilleure adaptation cinématographique en 1958. Par la suite, Gidding travaille à quatre reprises sur des projets cinématographiques du réalisateur. Il signe le scénario du film noir Le Coup de l'escalier (Odds Against Tomorrow) en 1959, de La Maison du diable (The Haunting), adaptation d'un roman de Shirley Jackson, en 1963, du film de science-fiction Le Mystère Andromède (The Andromeda Strain), adapté d'un roman de Michael Crichton en 1971, et de L'Odyssée du Hindenburg (The Hindenburg) en 1975.

#### Enseignement
Durant une dizaine d'années, Nelson Gidding enseigne à l'université de Californie du Sud (USC). Son cours est consacré à l'adaptation cinématographique.

## Ouvrage
- (en) End Over End, Viking Press, 1946, 298 p. (OCLC 1804517)

## Filmographie (scénariste)

### Cinéma
- 1957 : Pour elle un seul homme (The Helen Morgan Story)
- 1958 : Onionhead
- 1958 : Je veux vivre ! (I Want to Live!)
- 1959 : Le Coup de l'escalier (Odds Against Tomorrow)
- 1963 : La Maison du diable (The Haunting)
- 1971 : Le Mystère Andromède (The Andromeda Strain)
- 1975 : L'Odyssée du Hindenburg (The Hindenburg)